# Catocala timandra
Catocala timandra är en fjärilsart som beskrevs av H. Edwards 1880. Catocala timandra ingår i släktet Catocala och familjen nattflyn. Inga underarter finns listade i Catalogue of Life.